# Lachenalia pearsonii
Lachenalia pearsonii är en sparrisväxtart som först beskrevs av R.Glover, och fick sitt nu gällande namn av Winsome Fanny 'Buddy' Barker. Lachenalia pearsonii ingår i släktet Lachenalia och familjen sparrisväxter.
Artens utbredningsområde är Namibia. Inga underarter finns listade i Catalogue of Life.